# 亞庫倫
36°44′N 4°27′E / 36.733°N 4.450°E

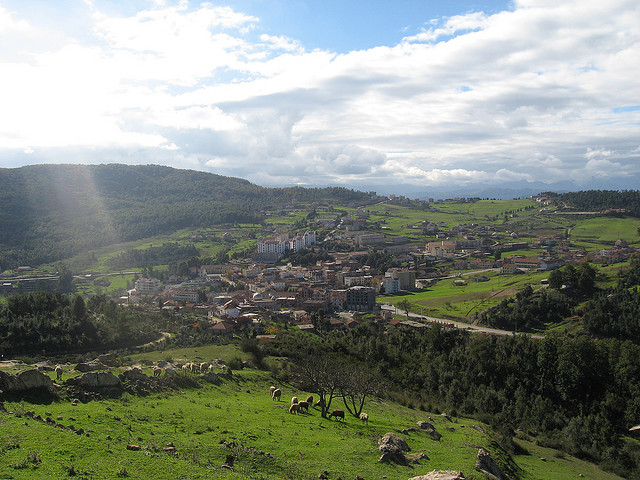
亞庫倫

亞庫倫（阿拉伯语：‎），是阿爾及利亞的城鎮，位於該國北部提濟烏祖省，由阿扎茲加區負責管轄，面積79平方公里，2008年人口12,203，人口密度每平方公里154人。